# ۹ ژوئیه
۹ ژوئیه صد و نودمین (در سال‌های کبیسه صد و نود و یکمین) روز سال در گاه‌شماری میلادی است. ۱۷۵ روز تا پایان سال باقی‌است.

## رویدادها
- ۴۵۵ - آویتوس به امپراتوری روم غربی رسید.[نیازمند منبع]
- ۱۸۱۵ - شارل-موریس دو تالیران-پریگور به عنوان نخستین نخست‌وزیر فرانسه انتخاب شد.
- ۱۸۱۶ - آرژانتین استقلال خود از اسپانیا را به دست آورد.
- ۱۸۵۰ - پس از درگذشت زکری تیلور، رئیس‌جمهور ایالات متحده آمریکا، میلارد فیلمور، معاون اول او، رئیس‌جمهور شد.
- ۱۸۷۷ - مسابقات تنیس ویمبلدون آغاز شدند.
- ۱۹۱۷ - در اثر یک حادثه و انفجار در انبار مهمات نبردناو بریتانیایی ونگارد در اسکاپا فلو، بیش از ۸۰۰ نفر کشته شدند.
- ۱۹۴۱ - جنگ جهانی دوم: نیروهای آلمانی در جریان عملیات بارباروسا شهر ویتبسک در بلاروس و شهر ژیتومیر در اوکراین را به تصرف خود درآوردند.
- ۱۹۴۴ - جنگ جهانی دوم: قوای بریتانیایی و کانادایی شهر کان در فرانسه را تصرف کردند.
- ۱۹۵۵ - بیانیه راسل–اینشتین توسط برتراند راسل در لندن منتشر شد.
- ۱۹۸۶ - پارلمان نیوزیلند، همجنس‌گرایی را در این کشور قانونی کرد.
- ۲۰۰۲ - اتحادیه آفریقا بنیان نهاده شد.
- ۲۰۱۱ - سودان جنوبی با کسب استقلال از سودان جدا شد.

## زادروزها
- ۱۵۱۱ - دوروته از ساکس لونبورگ، ملکه دانمارک و نروژ.
- ۱۵۷۸ - فردیناند دوم، امپراتور مقدس روم و پادشاه مجارستان.
- ۱۹۱۶ - ادوارد هیت، سیاستمدار اهل بریتانیا.
- ۱۹۱۸ - نیکلاس گاورت دبروین، ریاضی‌دان اهل هلند.
- ۱۹۲۷ - اریک تامپسون، دوچرخه‌سوار اهل بریتانیا.
- ۱۹۳۵ - ویم دویسنبرگ، سیاستمدار اهل هلند.
- ۱۹۴۲ - ریچارد راوندتری، بازیگر اهل ایالات متحده آمریکا.
- ۱۹۴۳ - جان کاسپر، فضانورد اهل ایالات متحده آمریکا.
- ۱۹۴۷ - او.جی. سیمپسون، بازیکن فوتبال آمریکایی اهل ایالات متحده آمریکا.
- ۱۹۵۰ - ویکتور یانوکویچ، سیاستمدار اهل اوکراین.
- ۱۹۵۴ - تئوفیل آبگا، بازیکن فوتبال اهل کامرون.
- ۱۹۵۵ - جیمی اسمیتس، بازیگر اهل ایالات متحده آمریکا.
- ۱۹۵۶ - تام هنکس، بازیگر و کارگردان اهل ایالات متحده آمریکا.
- ۱۹۵۹ - کوین نش، کشتی‌گیر و بازیگر اهل ایالات متحده آمریکا.
- ۱۹۶۴ - جانلوکا ویالی، بازیکن فوتبال اهل ایتالیا.
- ۱۹۶۴ - کورتنی لاو، خواننده و بازیگر اهل ایالات متحده آمریکا.
- ۱۹۶۶ - پاملا ادلون، بازیگر و کارگردان آمریکایی-بریتانیایی.
- ۱۹۶۷ - یوردان لچکوف، بازیکن فوتبال اهل بلغارستان.
- ۱۹۶۸ - پائولو دی کانیو، بازیکن و مربی فوتبال اهل ایتالیا.
- ۱۹۷۸ - نونو سانتوس، بازیکن فوتبال اهل پرتغال.
- ۱۹۸۱ - لی چان سو، بازیکن فوتبال اهل کره جنوبی.
- ۱۹۸۴ - جیانی فابیانو، بازیکن فوتبال اهل ایتالیا.
- ۱۹۸۵ - پاول کورژنیوسکی، شناگر اهل لهستان.
- ۱۹۸۶ - سباستین باسانگ، بازیکن فوتبال اهل فرانسه.
- ۱۹۹۱ - میچل موسو، بازیگر، خواننده و نوازنده اهل ایالات متحده آمریکا.
- ۱۹۹۹ - کلیر کورلت، صدا پیشه و خواننده اهل کانادا.

## درگذشت‌ها
- ۱۷۷۴ - آنا موراندی مانزولینی، مجسمه‌ساز اسپانیایی.
- ۱۷۹۷ - ادموند برک، سیاستمدار و سخنور ایرلندی.
- ۱۸۵۶ - آمادئو آووگادرو، شیمی‌دان ایتالیایی.
- ۱۹۴۱ - یان وان آیک، نقاش فنلاندی.
- ۱۹۴۷ - لوتسیان ژلیگفسکی، سیاستمدار لهستانی.
- ۱۹۵۵ - آدولفو د لا ورتا، سیاستمدار مکزیکی.
- ۱۹۸۰ - وینیسیوس دی مورائس، شاعر و خواننده برزیلی.
- ۲۰۰۷ - چارلز دین، بازیگر آمریکایی.
- ۲۰۱۱ - فاکوندو کابرال، خواننده آرژانتینی.
- ۲۰۱۴ - کن تورن، آهنگساز بریتانیایی.
- ۲۰۱۵ - سعود الفیصل، سیاستمدار عربستانی.
- ۲۰۱۹ - فرناندو دی لا روا، سیاستمدار آرژانتینی.
- ۲۰۱۹ - ویلیام ای. دانمیر، سیاستمدار آمریکایی.
- ۲۰۱۹ - ریپ تورن، بازیگر و صدا پیشه آمریکایی.
- ۲۰۲۳ - لوییس سوارز میرامونتس، بازیکن فوتبال اسپانیایی.
- ۲۰۲۴ - ماکسین سینگر، زیست‌شناس آمریکایی.
- ۲۰۲۴ - جیم اینهاف، سیاستمدار آمریکایی.

## مناسبت‌ها
- روز کارگزاران عرصه روابط دیپلماتیک در جمهوری آذربایجان
- روز قانون اساسی در پالائو
- روز قانون اساسی در استرالیا